# Itaropsis
Itaropsis is een geslacht van rechtvleugeligen uit de familie krekels (Gryllidae). De wetenschappelijke naam van dit geslacht is voor het eerst geldig gepubliceerd in 1925 door Lucien Chopard.

## Soorten
Het geslacht Itaropsis omvat de volgende soorten:
- Itaropsis microcephala Bolívar, 1893
- Itaropsis tenella Walker, 1869